# Brazilski snuker
Brazilski snuker (portugalsko sinuca brasileira, pogosto okrajšano kar v sinuca), je različica snukerja, po mnenju nekaterih celo samosvoj biljardni šport, ki se igra na snukerski mizi. Od klasičnega snukerja se razlikuje po tem, da je na mizo postavljena le ena rdeča krogla (in ne 15), ob tej rdeči krogli se na mizi nahaja tudi ostalih 6 barvnih krogel, enakih barv in na enakih položajih kot pri klasičnem snukerju. 
Krogle so vredne enako točk kot pri klasičnem snukerju. Belo kroglo se, enako kot pri snukerju in večini ostalih biljardnih športov, uporablja za zadevanje rdeče in ostalih barvnih krogel v žepe mize. Brazilski snuker je skoraj popolnoma omejen na območje Brazilije, saj je zunaj nje zelo slabo poznan.

## Pravila
Barvne krogle so postavljene na svoja običajna mesta v snukerju, preostala rdeča krogla pa ima svoje mesto na pol poti med rožnato kroglo in desnim zgornjim žepom. Bela krogla se nahaja v barvnem polkrogu, imenovanem tudi »D«. Igralec, ki odpre igre, sme belo kroglo postaviti kamor koli znotraj tega polkroga. Po začetnem udarcu igralci namreč nimajo več pravice prosto premikati bele krogle po mizi, razen v primeru napake, ko nasprotni igralec pomotoma spravi v žep tudi belo kroglo. V tem primeru se belo kroglo vrne nazaj v barvni polkrog in igralec, ki je na vrsti, sme znova prosto premikati belo kroglo kamor koli znotraj tega polkroga. 
Igra se začne tako, da oba igralca poizkušata v žep pospraviti rdečo kroglo. Za uspešno pospravljeno rdečo kroglo prejmeta eno točko. Po rdeči morata nato igralca zadeti eno od barvnih krogel (vseeno katero), do tu se pravila klasičnega in brazilskega snukerja še ujemajo. Nato pa sledi prva razlika - po uspešno pospravljeni barvni krogli (ki jo sodnik ali kar kateri izmed igralcev vrne na njen prvotni položaj) ima igralec izbiro, ali želi odigrati »kazensko kroglo« (katero koli barvno kroglo, z izjemo rumene) ali kar rumeno kroglo. Kazenska krogla prinese toliko točk, kot je vredna po svoji barvi.
Igralec je po uspešno pospravljeni kazenski krogli primoran spraviti se na rumeno. Če pa igralec s kazensko kroglo slučajno zgreši žep, se 7 točk prišteje k izidu nasprotnega igralca, ki tudi dobi priložnost igrati naslednjo kroglo. Vendar pa mora nasprotni igralec takoj igrati na rumeno kroglo in šele po uspešno zadeti rumeni krogli sme tudi on udarjati kazensko kroglo. Vse ostale napake igralcev se enako obravnavajo kot pri klasičnem snukerju, s to razliko da pri brazilskem snukerju igralec za vsako napako nasprotnika prejme po 7 točk.
Igralec lahko po vsaki uspešno zadeti krogli izbira, ali želi udarjati kazensko kroglo ali kar naslednjo barvno kroglo v nizu. Za primer, igralec lahko po uspešno zadeti zeleni krogli udarja rjavo kroglo ali pa se najprej loti kazenske krogle (ki je katera koli od preostalih barvnih krogel, razen rjave). Igralec pa po uspešno zadeti rožnati krogli ne sme udarjati kazenske krogle, temveč mora iti kar naravnost na črno, ker je ta edina barvna krogla še ostala na mizi. 
Vsa ostala pravila so enaka kot pri snukerju, le da so verižni udarci prepovedani, ker so pač vse krogle različnih barv.